# Aspects of Love (Musical)
Aspects of Love ist ein Musical von Andrew Lloyd Webber nach dem 1955 veröffentlichten gleichnamigen Roman von David Garnett. Die Texte schrieben Don Black und Charles Hart.

## Inhalt
1. Akt
Der junge Engländer Alex lernt in Frankreich die von ihm verehrte, erfolglose Theaterschauspielerin Rose kennen. Er erzählt ihr von der verwaisten Villa nahe der Pyrenäen seines Onkels George, eines Kunstfälschers, in die sie heimlich eindringen und dort eine romantische Zeit verbringen. Als der Onkel sie dort überrascht, stört er sich nicht an deren Aufenthalt, wenngleich er insgeheim ein Auge auf Rose geworfen hat.
Da Rose scheinbar gezwungen ist, wegen eines beruflichen Engagements abzureisen, trennen sich Alex und Rose.
Zwei Jahre sind vergangen. Alex macht erneut Urlaub in Frankreich und will seinen Onkel in dessen Villa besuchen. Dort öffnet ihm jedoch Rose, die in seinem Onkel den Mann ihres Lebens gefunden hat.
Alex versucht Rose zurückzugewinnen und überwirft sich mit seinem Onkel George, der für Alex das Feld räumt. Doch Rose will George nicht mehr aufgeben, sie reist ihm nach und die beiden heiraten.
2. Akt
Nach 13 Jahren treffen Alex und die nun gefeierte Schauspielerin Rose in einem Pariser Theater aufeinander. Rose, die noch immer mit George glücklich ist, hat inzwischen eine jugendliche Tochter, Jenny. Rose lädt Alex ein, sie und seinen Onkel George in deren Villa zu besuchen. Dort lernt er Jenny kennen. Ungeachtet des Altersunterschiedes von zwanzig Jahren verlieben sich beide in den folgenden zwei Jahren ineinander. Als sie die Nacht miteinander verbringen und George dies erfährt, erleidet er einen Herzanfall, an dem er verstirbt.
Beim Begräbnis trifft Alex auf die Muse seines verstorbenen Onkels, Giulietta. Sie kommen sich näher und Giulietta bringt ihn dazu, die Affäre mit Roses Tochter zu beenden. Rose bittet Alex bei ihr zu bleiben, der sich nun aber für Giulietta entschieden hat.

## Produktionen
Die Uraufführung fand am 17. April 1989 im Prince of Wales Theatre, London mit Michael Ball in der Rolle des Alex statt. Im weiteren Verlauf wirkte unter anderem Sarah Brightman in dieser Produktion (und später auch in der Broadway-Produktion) mit. Der letzte Vorhang in London fiel am 20. Juni 1992.
Die Broadway-Premiere fand am 8. April 1990 im Broadhurst Theatre statt. Die Regie übernahm Trevor Nunn. Am Broadway lief die Show bis zum 2. März 1991 – also sehr kurz im Gegensatz zu den meisten früheren Werken Webbers – und erwies sich als finanzielles Desaster. Die Show war für sechs Tony Awards nominiert, erhielt aber keinen.
Die deutschsprachige Erstaufführung fand am 15. Mai 1997 in der Staatsoperette Dresden unter der Regie von Herbert Olschok und der musikalischen Leitung von Volker Plangg statt. Die Rolle der Rose spielte Marianne Larsen. Die deutsche Übersetzung stammt aus der Feder von Michael Kunze. Eine weitere deutschsprachige Produktion lief im Stadttheater Bern (Schweiz). Hier wurde die Rolle der Rose von Maya Hakvoort verkörpert. Als Alex Dillingham debütierte Carsten Lepper
Insgesamt blieb das Musical im deutschen Sprachraum relativ unbekannt. Danach wurde das Stück im deutschsprachigen Raum lange nicht mehr gespielt, bis The Musical Showroom – eine professionelle Musicalproduktionsfirma unter der Leitung von Christian Ariel Heredia – sich des Stoffes annahm und die österreichische Erstaufführung in Wien im Jahre 2020 zur Aufführung brachte. Die Rolle der Rose verkörperte Wietske van Tongeren und als Alex war Alexander Sasanowitsch zu sehen. Bei dieser Produktion zeichnete Carsten Lepper als Regisseur verantwortlich. Die österreichische Aufführung gewann 4 Broadwayworld.com-Awards, u. a. als BEST PRODUCTION IN A DECADE AUSTRIA und BEST SINGER (Female). 

## Sonstiges
Für die Rolle des George war in der Weltpremierenbesetzung ursprünglich Roger Moore vorgesehen. Er verließ die Produktion jedoch kurz vor der Uraufführung, weil er sich von den gesanglichen Anforderungen letztlich doch überfordert fühlte.
1988, als Webber zur deutschsprachigen Erstaufführung von Das Phantom der Oper nach Wien kam, produzierte er mit dem Orchester der Vereinigten Bühnen Wien die erste Tonaufnahme zu Aspects of Love.

## Musik
Die berühmteste Melodie des Musicals ist "Love Changes Everything", auf Deutsch als "Schau, was Liebe ändern kann" – interpretiert von Jürgen Marcus – bekannt geworden. Das Stück beginnt und endet mit dieser Melodie.
Das Quartett "Falling" im zweiten Akt gilt allgemein als eine der größten gesanglichen Herausforderungen für Musicaldarsteller.
Die Titelliste lautet:
| 1. Akt: 1. Railway Station at Pau, 1961 (Love Changes Everything) 2. A Small Theatre in Montpellier 3. A Café in Montpellier (Parlez-vous Français?) 4. The Railway Station 5. In a Train Compartment (Seeing is Believing) 6. The House at Pau 7. An Art Exhibit in Paris 8. A Memory of a Happy Moment 9. In Many Rooms in the House at Pau 10. On the Terrace 11. Outside the Bedroom 12. Up in the Pyrenees (Chanson d'Enfance) 13. The House at Pau 14. A Fairground in Paris (Everybody Loves A Hero) 15. George’s Flat in Paris 16. First Orchestral Interlude 17. She'd Be Far Better off With You 18. Second Orchestral Interlude 19. Giulietta's Studio in Venice (Stop. Wait. Please.) 20. A Registry Office 21. A Military Camp in Malaya | 2. Akt: 1. Orchestral Introduction to Act Two 2. A Theatre in Paris 3. Leading Lady 4. At the Stage Door 5. George’s House at Pau 6. Other Pleasures 7. A Café in Venice 8. There Is More to Love 9. The Garden at Pau 10. Mermaid Song 11. The Countryside Around the House (Third Orchestral Interlude) 12. The Garden at Pau 13. On the Terrace 14. The First Man You Remember 15. In the Vineyard at Pau 16. Up in the Pyrenees 17. George’s Study at Pau 18. A Circus in Paris (Journey of a Lifetime) 19. Outside the Circus (Falling) 20. Jenny's Bedroom in Paris 21. The Vineyards at Pau (Hand Me the Wine and the Dice) 22. A Hay Loft 23. On the Terrace 24. Anything But Lonely |